# Solar Euromed
Solar Euromed es un grupo de alta tecnología con base en Francia especializado en la tecnología termosolar.
La empresa suministra su propia tecnología termosolar patentada la cual produce calor tanto para la generación de energía como para aplicaciones industriales con la capacidad de almacenar la energía y suministrar electricidad en función de la demanda, incluso después de la caída del sol. La tecnología termosolar de Solar Euromed se basa en el concepto de la generación directa de vapor y en la óptica lineal de Fresnel y ha sido desarrollada junto con el Centro Nacional Francés de Investigaciones Científicas y la Comisión Francesa de la Energía Atómica y Energías Renovables.

## Historia
Desde su concepción, Solar Euromed ha sido un activo promotor de la tecnología termosolar en Europa y se ha ganado una gran reputación in este campo emergente.
- En 2007, Solar Euromed desarrollo el proyecto Solenha en última instancia evaluado por Seveso que ha ayudado en una mejor evaluación de impactos medioambientales[4]  de la tecnología de concentradores parabólicos.[5]
- En 2009, el grupo entró en un programa de desarrollo tecnológico impulsado por la fundación francesa Oseo y la Unión Europea del cual resultó inicialmente la planta piloto que se basa en la tecnología Fresnel, localizada en la plataforma de I+D de energía solar de Themis situada en los Pirineos.[6]
- En 2010, la compañía firmó un acuerdo con la República de Sudán para el desarrollo, construcción y operación de plantas termosolares para ser implantadas durante la próxima década, y con una capacidad en total de 2 GW. Algunas semanas después, Solar Euromed firmó un contrato para la realización de 250MW.[7]
- En 2011, consigue el permiso de construcción en Córcega para la implantación de la mayor planta termosolar francesa para demostrar la utilidad a gran escala de la tecnología Fresnel propiedad de Solar Euromed.[8]

## Energía Termosolar
Los diferentes tipos de tecnologías termosolares se basan en la  concentración de la energía procedente de los rayos solares para calentar un fluido hasta altas temperaturas. Este calor se transforma en energía mecánica y luego en electricidad. Usando el sol que es una fuente gratuita de energía, estructuras hechas de metal y cristales y completamente libres de emisiones de gases de efecto invernadero, la energía termosolar es una solución sostenible para producir una energía renovable y limpia.
La energía termosolar es una tecnología altamente testada. La primera planta comenzó a operar en California en los años 80, alentada por incentivos tanto estatales como federales y los contratos obligatorios a largo plazo para la producción eléctrica con esta tecnología. Entonces el descenso en el precio de los combustibles fósiles llevó a los gobiernos federales y estatales a cambiar sus políticas de colaboración las cuales eran el soporte del desarrollo de la tecnología termosolar. En 2006, este mercado resurgió en España y en Estados Unidos, apoyados por los cambios en materia de  políticas medioambientales que favorecen a las energías renovables - y a la energía solar en particular. La energía termosolar usa los recursos del sol para generar la electricidad con el beneficio de que no se producen gases de efecto invernadero (SOx, COx), con un enorme potencial de generación de energía eléctrica. Las plantas termosolares pueden combinarse con un almacenamiento térmico con el cual se puede corregir la intermitencia debida a las nubes, o suministrar electricidad a la red por la noche durante los picos de demanda. Estas plantas también pueden producir la energía  durante las horas en las que no hay sol gracias a sistemas de hibridación con gas o biomasa. Mientras la mayor cantidad de energía producida en esta plantas ira destinada a la producción de electricidad, plantas conectadas a la red, estas tecnologías también muestran un significativo potencial en su utilización para otras aplicaciones específicas tales como la desalinización de agua, producción de energía fuera de la red, procesos caloríficos, ciclos combinados y generación de combustibles solares.

## Tecnología
La tecnología de Solar Euromed utiliza unos segmentos de espejos largos y estrechos que pivotan para reflejar la luz de sol hacia un tubo absorvedor fijo situado en el punto común de las líneas focales de los reflectores. Un reflector secundario capaz de reflectar altos flujos de calor de forma homogénea sobre el tubo absovedor el cual puede generar temperaturas superiores a los 450 °C sobre el fluido. Las soluciones de Solar Euromed se realizan a gran escala ensamblando todos los módulos reflectores Fresnel que trabajan en la generación directa de vapor a alta temperatura, la capacidad de almacenamiento térmico, una estructura ensamblada pudiendo cultivar bajo los reflectores debido a la altura que tienen estas estructuras, y el uso de materiales reciclables limitando de esta forma los desechos durante el desmantelamiento y el impacto medioambiental.
Ventajas de la tecnología
La tecnología Fresnel tiene los mejores ratios superficie-producción eléctrica de las tecnologías termosolares debido a su diseño compacto y a la utilidad del espacio bajo las estructuras soporte. Esta tecnología es también considerada como la más barata al permitir su implementación fácilmente de una forma modular. El sistema Fresnel requiere espejos planos o con formas menos complejas que facilitan la generación directa de vapor, eliminando la necesidad de costosos fluidos de intercambio calorífico e intercambiadores de calor. Por otra parte, los procesos de mantenimiento y operación son fáciles, de ahí, que los costes asociados sean moderados.
Planta piloto
En colaboración con dos de los centros líderes en la investigación en Europa  (CNRS y CEA), Solar Euromed ha instalado una planta piloto llamada Augustin Fresnel 1 situada en el Pirineo francés.

## Planta termosolar Alba Nova 1
Situada en Ghisonaccia en Córcega, Alba Nova 1 es la planta de demostración termosolar de Solar Euromed para la cual hay ya un permiso de construcción para una potencia neta de 12 MW, la cual significa una producción equivalente al consumo de 10 000 familias. De esta manera servirá de puente entre la fase piloto y la implantación en la región de MENA. La planta proporciona una óptima integración de las actividades agrícolas bajo la estructura soporte y el estado de la técnica respetuosa con el medio ambiente del diseño. Este es el primer proyecto termosolar autorizado en Francia desde hace más de treinta años y sirve como referencia para la conversión energética y el desempeño económico de la tecnología Fresnel de Solar Euromed. Debido a su insularidad, Córcega tiene limitaciones específicas de energía para funcionar como conexiones limitadas a una red externa, la protección del medio ambiente, el fuego, y tiene que administrar el periodo de vida descendente de dos las centrales térmicas de combustibles fósiles.